# 죽장창
죽장창(竹長槍)은 말 그대로 대나무로 만든 창, 죽창(竹長刀)을 뜻한다.

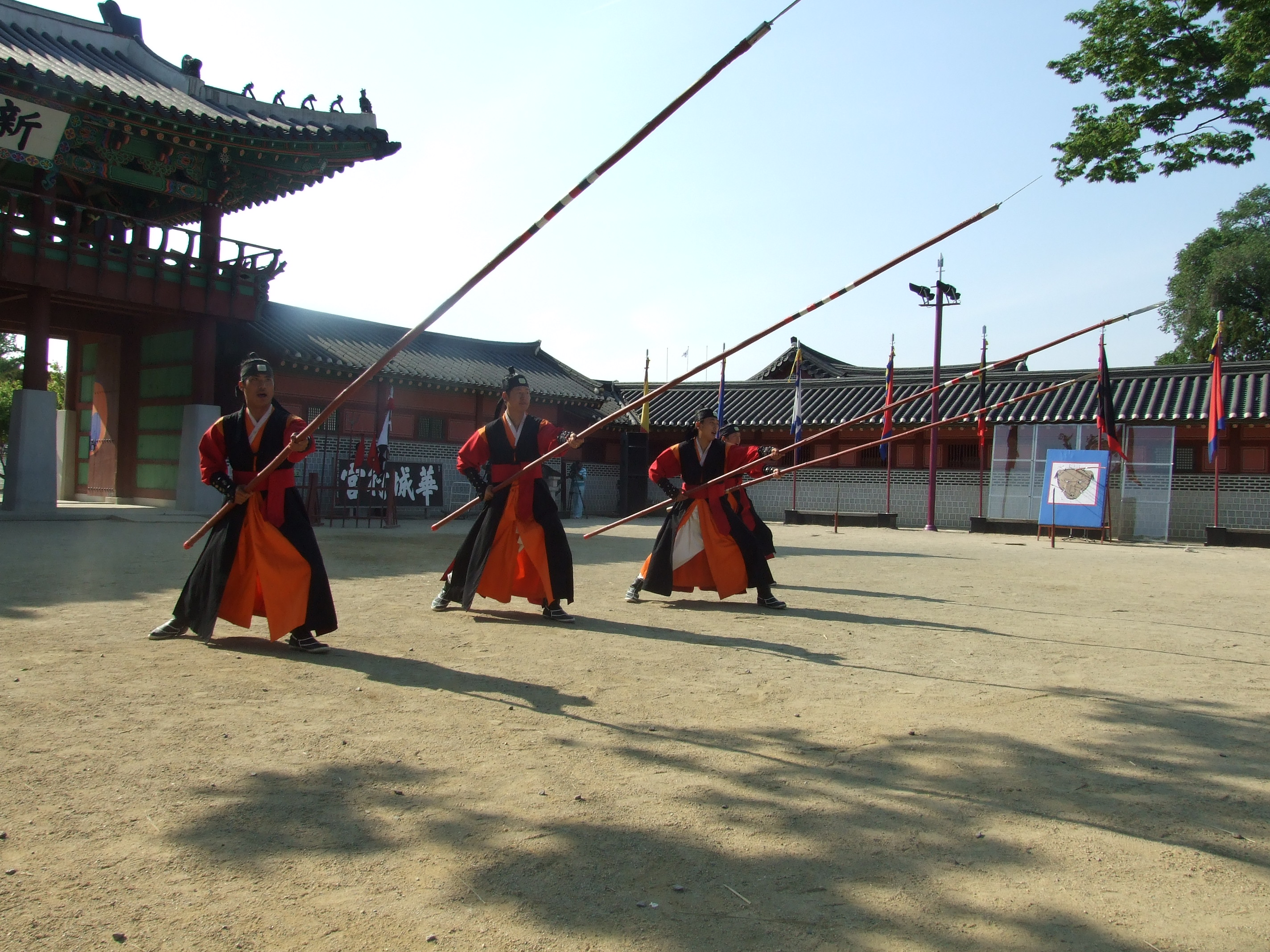

죽장창은 무예신보 (1759)에 처음 등장한다. 창은 대나무로 만들어졌으며 길이는 약 4.2m이다. 죽장창은 대나무 줄기 전체 또는 대나무 조각을 접착하여 엮어 만들었다. 후자의 유형이 더 강했다고 전해진다.
대나무는 죽장창을 일반 장창보다 유연하게 만들었다. 병사들은 죽장창을 이용해 적을 멀리할 수 있었다.